# Zero 1
Zero1 (auch Zero 1 with Hal Sparks genannt) ist eine Indie-Band bestehend aus Hal Sparks und Miles Loretta.

## Geschichte
Die Band wurde ursprünglich unter dem Namen The Hal Sparks Band gegründet. Ihr Album Indian Summer erschien in den Vereinigten Staaten am 3. Dezember 2006. Für 2010 ist ein neues Album mit dem Titel The Sacred Nothing geplant, was so viel bedeutet wie „Das heilige Nichts“.

## Bandmitglieder

### Hal Sparks

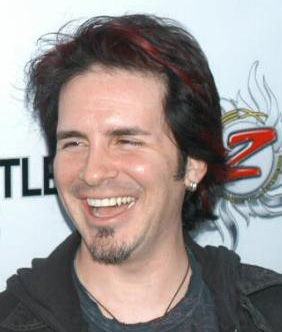
Hal Sparks im Jahr 2007

Hal Sparks wurde am 25. September 1969 als Hal Harry Magee Sparks III in Cincinnati, Ohio, USA geboren.
Kurz nach seinem Highschool-Abschluss trat Sparks in Serien wie Superman – Die Abenteuer von Lois & Clark und Dr. Quinn – Ärztin aus Leidenschaft auf. Zu den Kinofilmen, in denen Hal Sparks kleine Rollen spielte, gehören Ey Mann, wo is’ mein Auto? und Spider-Man 2. 2000 erhielt er die Rolle des Michael Novotny in der Serie Queer as Folk, die er bis 2005 spielte und die ihn international bekannt machte.
Sparks praktiziert die Kampfkunst Kung-Fu und erreichte darin mehrere Meistergrade. Neben Englisch spricht er fließend Mandarin und Französisch, Deutsch und Thai.

### Robert Hall
Robert Hall wurde am 27. November 1973 geboren. Er besitzt seine eigene Kreatur / FX Unternehmen in Hollywood genannt Almost Human. Er war der Schöpfer der Tiere für die beliebte Serie Buffy – Im Bann der Dämonen. Im Jahr 2004 schrieb er seinen eigenen Film namens Lightning Bug.
Robert Hall verstarb am 24. Mai 2021 an einer noch ungeklärten Ursache.

### Meilen Loretta
Meilen Loretta ist der Vetter von Sparks und spielt, seit er 14 Jahre alt ist, Schlagzeug. Früher war er Schlagzeuger in einer Band namens Rosavelt und hat für Künstler wie Tim Easton und Doug Gillard getrommelt.

## Diskografie
Alben
- 2006: Indian Summer

## Auftritte
Am 19. Februar 2004 hatten Zero 1 einen Auftritt in der Show Open Mike with Mike Bullard, einer kanadischen Late-Night-Show und Talkshow. Dort gab die Band ein Interview und spielte anschließend.